# Rendement chimique
Le rendement chimique rend compte de l'efficacité de la réaction chimique étudiée. Le rendement désigne le rapport entre la quantité de produit obtenue et la quantité maximale qui serait obtenue si la réaction était totale,.
Le rendement théorique est la quantité du produit prévue par un calcul stœchiométrique fondée sur les nombres de moles de tout réactif en présence. Ce calcul suppose qu'une seule réaction a lieu et que le réactif limitant réagit complètement. Cependant le rendement réel est très souvent inférieur (c'est-à-dire le pourcentage de rendement est inférieur à 100 %) pour plusieurs raisons indiquées aux sections suivantes.

## Réaction incomplète: Taux de conversion
La plupart des réactions sont incomplètes et les réactifs ne sont pas complètement transformés en produits. Si une réaction en sens inverse a lieu, l'état final contient des réactifs ainsi que des produits dans un état d'équilibre chimique. Le taux de conversion du réactif limité i est calculé de cette manière :
{\displaystyle X_{i}={\frac {n_{\rm {i,0}}-n_{\rm {i,t}}}{n_{\rm {i,0}}}}}
où n est la quantité de matière (moles), et les indices 0 et t représentent respectivement l'état initial et un temps ultérieur donné.

## Réactions en parallèle: Sélectivité
Deux ou plusieurs réactions peuvent se faire simultanément, de sorte qu'une partie des réactifs est convertie en sous-produits (produits secondaires) non souhaités.
La sélectivité Sj/i représente la fraction du réactif limitant réagi qui est transformé au produit j (et non aux autres produits qui peuvent être formés en parallèle).
{\displaystyle S_{j/i}=\left|{\frac {\nu _{i}}{\nu _{j}}}\right|\cdot {\frac {n_{j,t}-n_{j,o}}{n_{i,o}-n_{i,t}}}}
{\displaystyle \scriptstyle \nu } représente un coefficient stœchiométrique.
Mathématiquement, le rendement chimique {\displaystyle \eta } du produit j formé dans un système fermé s'exprime selon la formule :
{\displaystyle \eta _{j}=X\cdot S=\left|{\frac {\nu _{i}}{\nu _{j}}}\right|{\frac {n_{j,t}-n_{j,0}}{n_{i,0}}}}.
Pour un système continu, le calcul du rendement se fait en utilisant des débits molaires :
{\displaystyle \eta _{j}=X\cdot S=\left|{\frac {\nu _{i}}{\nu _{j}}}\right|{\frac {{\dot {n}}_{j,t}-{\dot {n}}_{j,0}}{{\dot {n}}_{i,0}}}}.

## Pertes dues à la purification
Le rendement pratique du produit isolé est inférieur à celui correspondant à la quantité du produit formé. En effet, une partie du produit est perdue durant les indispensables processus de séparation et de purification à partir du mélange réactionnel.
Dans certains cas, le rendement apparent peut être supérieur à 100 % si le produit est impur, de sorte que la masse mesurée du produit inclut la masse des impuretés.

## Exemple: synthèse multistade
Une synthèse industrielle peut utiliser un très grand nombre de réactions successives. La formule donnant le nombre m de kilogrammes de matière première (molécule) pour obtenir p kilogrammes de produit final, au terme d'une séquence de n réactions effectuées chacune avec un rendement η s'écrit :
{\displaystyle m={\frac {p}{\eta ^{n}}}}.
| n  | η (%) | m (kg) |
| -- | ----- | ------ |
| 10 | 90    | 3      |
| 10 | 80    | 9      |
| 20 | 80    | 87     |
| 30 | 80    | 808    |

La synthèse d'un kilogramme de produit pharmaceutique génère typiquement 25 à 100 kilogrammes de déchets.